# 684 TCN
684 TCN là một năm trong lịch La Mã.